# Alfter
Alfter is een gemeente in de Duitse deelstaat Noordrijn-Westfalen, gelegen in de Rhein-Sieg-Kreis. De gemeente telt 23.467 inwoners (31 december 2020) op een oppervlakte van 34,77 km².

## Plaatsen in de gemeente Alfter
- Alfter
- Birrekoven
- Gielsdorf
- Heidgen
- Impekoven
- Nettekoven
- Oedekoven
- Olsdorf
- Ramelshoven
- Volmershoven
- Witterschlick

## Afbeeldingen

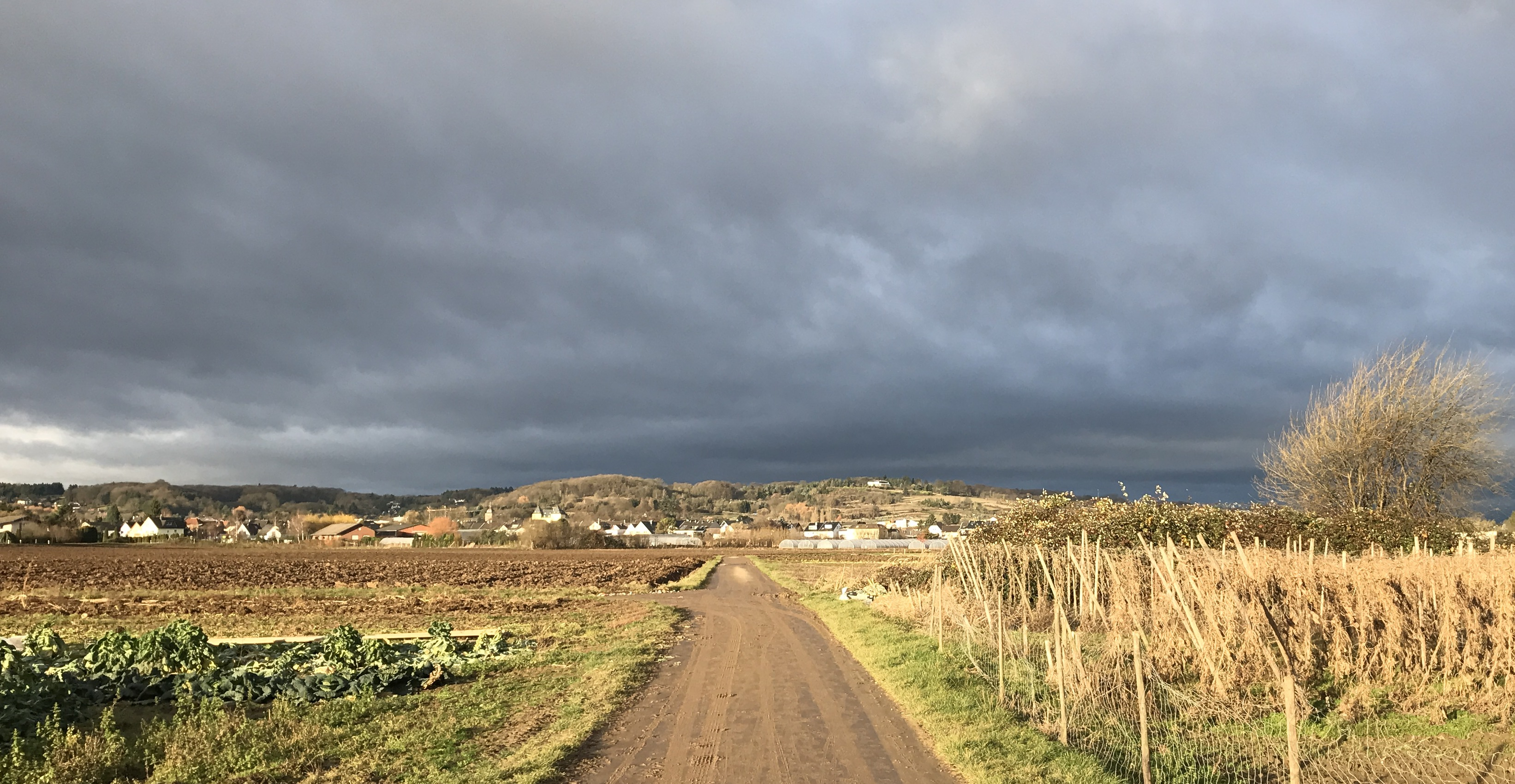
Gezicht op Alfter
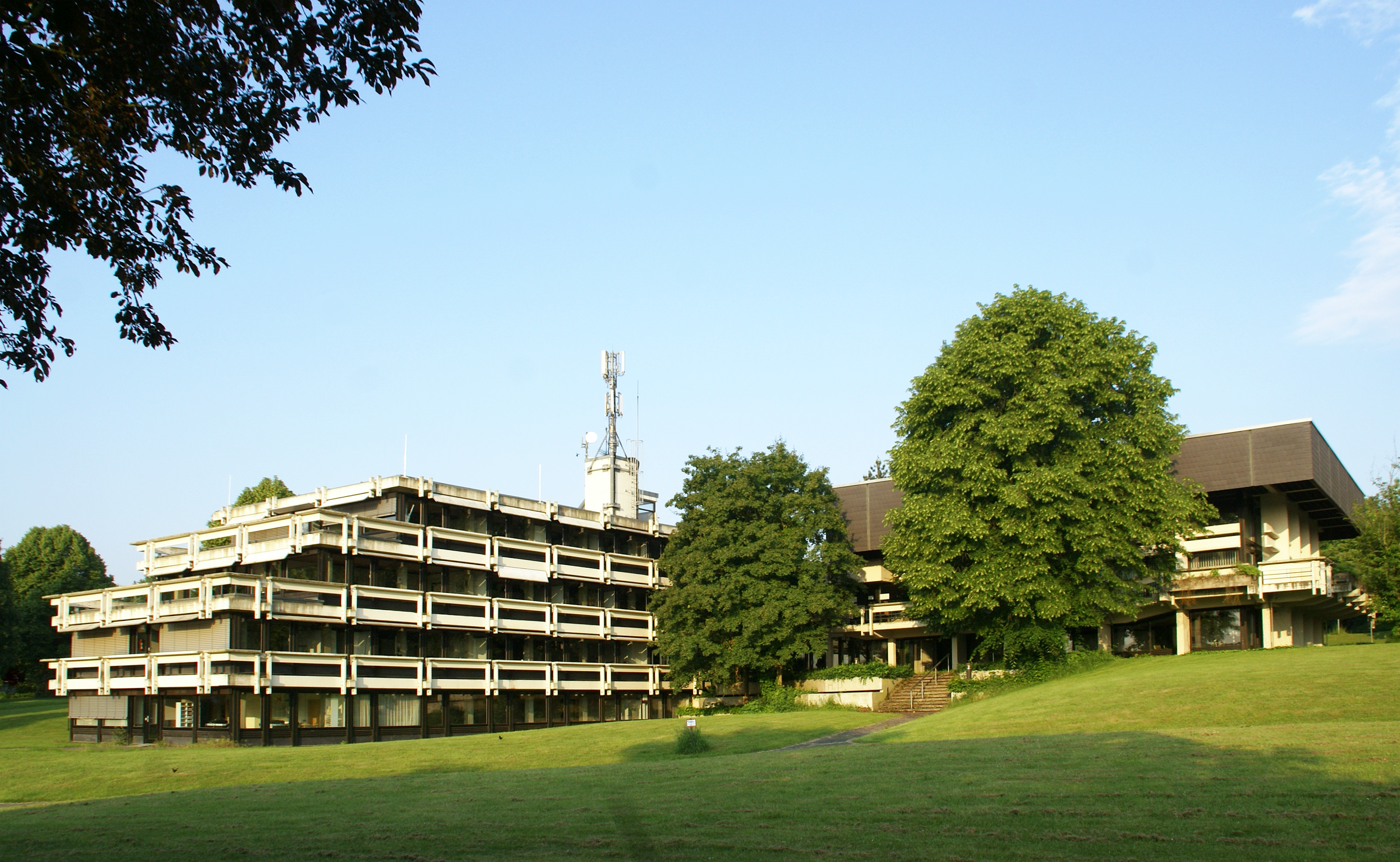
Gemeentehuis
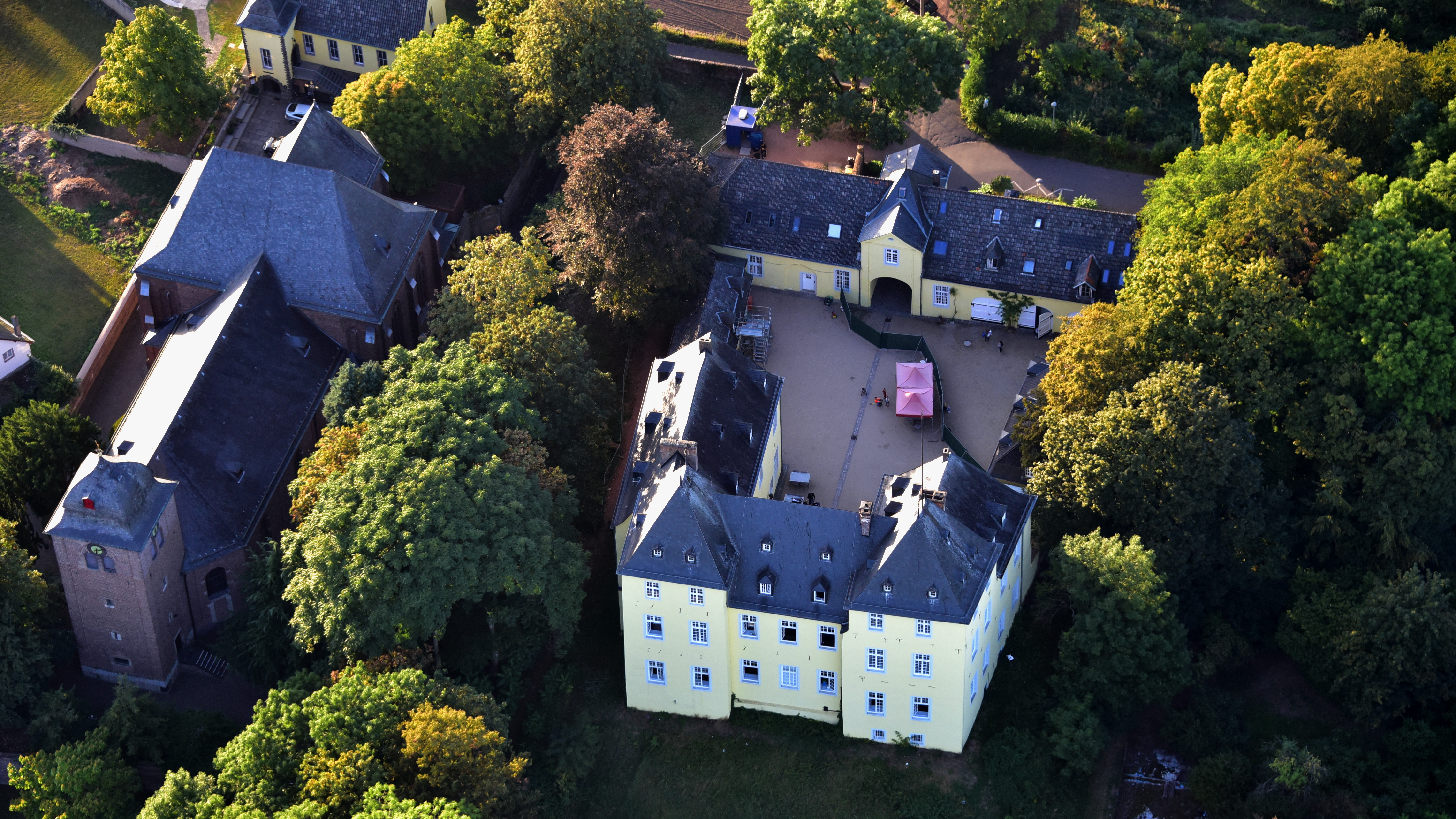
Schloss Alfter

Alfter · Bad Honnef · Bornheim · Eitorf · Hennef · Königswinter · Lohmar · Meckenheim · Much · Neunkirchen-Seelscheid · Niederkassel · Rheinbach · Ruppichteroth · Sankt Augustin · Siegburg · Swisttal · Troisdorf · Wachtberg · Windeck